# Emmanuel Pahud
Emmanuel Pahud (Genf, 1970. január 27. – ) svájci-francia fuvolaművész, a nemzetközi sajtó Jean-Pierre Rampal utódjaként tekint rá. Repertoárja a barokktól a kortárs zenéig terjed, beleértve a jazzt is.

## Élete, munkássága
1970-ben született Genfben, szülei nem voltak zenészek. Apja munkája miatt gyakran utaztak, más-más országokban kellett letelepedniük. Pár hónapos volt, amikor Bagdadba, majd egyéves korában Párizsba, kétévesen Madridba költöztek. 1974-ben Rómában tartózkodtak, végre legalább négy évre. A bérházukban lakott François Binet fuvolaművész és családja, valamennyien zenéltek. Itt hallotta és szerette meg a fuvola hangját. Először a szomszéd család legidősebb, 15 éves Philippe nevű fia tanította, majd hamarosan az apa, François vette át az oktatását. 1978-ban, nyolcéves korában a Pahud család újra költözött, ezúttal Brüsszelbe. Fuvolatanulmányait itt is folytatta, a helyi konzervatóriumban Michel Moinil és Carlos Bruneel tanítványa volt, és 13 évesen már egy Mozart-versenyművet játszott a Belga Nemzeti Zenekarral. Beiratkozott a Párizsi Konzervatóriumba, ahol Michel Debost, Alain Marion, Pierre Artaud és Christian Lardé tanítványa volt. 1990-ben diplomázott kitüntetéssel (Premier Prix-vel), majd Aurèle Nicolet-nál folytatta tanulmányait. Megnyerte Duino, Kobe és Genf zenei versenyeit.
A diploma megszerzését követően a Bázeli Rádió Szimfonikus Zenekarának és a Müncheni Filharmonikusoknak lett az első fuvolistája. 1992-ben Claudio Abbado karmester meghívta a Berlini Filharmonikus Zenekarhoz vezető fuvolaművésznek. 22 évével a zenekar legfiatalabb játékosa volt. A meghíváshoz nyilván köze volt mesterének, Aurèle Nicolet-nek is, aki szintén a zenekarnál kezdett fiatalkorában. Rövid, tizennyolc hónapnyi alkotói szabadság után 2002-ben tért vissza a zenekarhoz. Zenekari kötelezettségei mellett kiterjedt nemzetközi karriert futott be szólistaként és kamarazenészként, koncertsorozatokon, fesztiválokon, szólistaként a legjobb karmesterekkel működött együtt, mint például Claudio Abbado, Giovanni Antonini, Daniel Barenboim, Pierre Boulez, Fischer Iván, Valerij Gergijev, John Eliot Gardiner, Daniel Harding, Paavo Järvi, Lorin Maazel stb. Versenyműveket játszott többek között a Londoni Szimfonikus Zenekarral, a Suisse Romande Zenekarral, a Liszt Ferenc Kamarazenekarral, a Nemzeti Filharmonikus Zenekarral, a Hongkongi Filharmonikus Zenekarral és a Jomiuri Nippon Szimfonikus Zenekarral, a Bayerischer Rundfunkkal, a Cincinnati Symphonyval. Mindemellett elkötelezett kamarazenész is, rendszeresen fellép, illetve felvételeket készít Eric Le Sage, Alessio Bax, Yefim Bronfman, Hélène Grimaud, Stephen Kovacevich zongoristákkal, valamint Jacky Terrasson zongoristával és és big bandekben dzsesszkoncerteken is fellépett. Nagy munkabírására jellemző, hogy évente körülbelül 160 koncertet ad.
1993-ban Eric Le Sage-zsal és Paul Meyerrel megalapította a híres Salon de Provence-i Nyári Zenei Fesztivált. Rendszeresen rendel új fuvolaműveket többek között Elliott Carter, Marc-André Dalbavie, Thierry Escaich, Hoszokava Tosio és Michaël Jarrell kortárs zeneszerzőktől. 1996 után az EMI/Warner Classics kiadónál készít felvételeket, amelyek egyhangú kritikai elismerést és számos díjat nyertek. 2000 és 2002 között rövid ideig tanított a genfi konzervatóriumban. 2009-ben megkapta a Chevalier dans l′Ordre des Arts et des Lettres kitüntetést és 2011-ben a Királyi Zeneakadémia Honorary Member of the Royal Academy of Music elismerését. Emellett betölti az UNICEF nagykövete tisztségét is.
Első fuvolája egy ezüstözött Yamaha volt, majd a szülei vettek neki két Muramatsu fuvolát. Manapság egy 14 karátos aranyfuvolán játszik, amelyet 1989-ben vásárolt.

## Felvételei
Válogatás az AllMusic és a Discogs nyilvántartásából.
| Megjelenés | Tartalom | Közreműködők                                                                           | Kiadó                        |
| ---------- | --- | -------------------------------------------------------------------------------------- | ---------------------------- |
| 1993       | Flötenmusik (Carl Philipp Emanuel Bach, Pierre Octave Ferroud, Gabriel Fauré, Brian Ferneyhough, Szergej Szergejevics Prokofjev) | Gérard Wyss                                                                            | Musikszene Schweiz           |
| 1994       | Heitor Villa-Lobos: Pequena suíte; Bachianas brasileiras Nos. 2, 5 & 6; Assobio a jato; Capriccio; Prelúdio; Elégie              | Rebecca Rust, David Apter, Friedrich Edelmann                                          | Marco Polo                   |
| 1996       | Carl Maria von Weber: Sonates pour flûte & piano                                                                                 | Eric Le Sage                                                                           | Valois                       |
| 1997       | Wolfgang Amadeus Mozart: Flute Concertos Nos. 1, 2; Concerto for Flute & Harp                                                    | Berliner Philharmoniker, Claudio Abbado                                                | EMI                          |
| 2000       | Emmanuel Pahud & Stephen Kovacevich Play Debussy, Prokofiev, Ravel                                                               | Stephen Kovacevich                                                                     | Angel Records                |
| 2002       | Georg Philipp Telemann: Flute Concertos                                                                                          | Berliner Barock Solisten, Rainer Kussmaul                                              | EMI/Warner Classics          |
| 2005       | Joseph Haydn: Scherzandi Nos. 1-6; Michael Haydn: Flute Concerto; Leopold Hofmann: Flute Concerto                                | Haydn-Ensemble Berlin, Hansjörg Schellenberger                                         | EMI                          |
| 2008       | Johann Sebastian Bach: Complete Flute Sonatas                                                                                    | Trevor Pinnock, Jonathan Manson, Silvia Caredou                                        | EMI Classics/Warner Classics |
| 2013       | Around the World (Bartók Béla, Ravi Shankar, Georg Friedrich Händel, Astor Piazzolla etc.)                                       | Christian Rivet                                                                        | Warner Classics              |
| 2017       | Claude Debussy: Sonates & Trio                                                                                                   | Renaud Capuçon, Gérard Caussé, Bertrand Chamayou, Marie-Pierre Langlamet, Edgar Moreau | Erato                        |
| 2019       | Dreamtime (Krzysztof Penderecki, Carl Reinecke, Ferruccio Busoni etc.)                                                           | Munich Radio Orchestra, Ivan Repušić                                                   | Warner Classics              |
| 2021       | Mozart & Flute in Paris (Camille Saint-Saëns, Francis Poulenc, Wolfgang Amadeus Mozart)                                          | Orchestre de Chambre de Paris, François Leleux                                         | Warner Classics              |
| 2023       | Romances (Robert Schumann, Clara Wieck Schumann, Fanny Mendelssohn, Felix Mendelssohn)                                           | Eric Le Sage                                                                           | Warner Classics              |